# Affare di Damasco
L'affare di Damasco o caso di Damasco è il presunto omicidio di padre Tommaso da Calangianus e del suo assistente Ibrahim Amarath. Il caso ebbe notevole risonanza internazionale perché il processo fu condotto in maniera iniqua, adottando anche la tortura e soprattutto influenzato dal forte antisemitismo della locale comunità cristiana.

## Storia

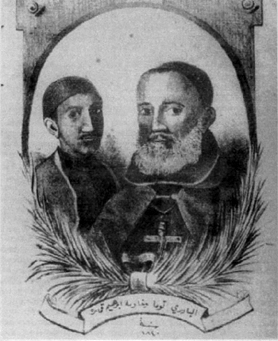
Ritratto di padre Tommaso e del suo servitore Ibrahim Amarath.

Padre Tommaso, nato Francesco Antonio Mossa, nacque a Calangianus, Sardegna, il 2 aprile 1777 da Tommaso Mossa e da Maria Carlotto. Col passare degli anni rivelò una passione per la farmacologia, finché a 18 anni divenne un frate cappuccino presso il convento di noviziato a Ploaghe. Studiò al Collegio delle missioni estere a Roma per soddisfare la sua passione di missionario, e venne inviato per una missione in Siria. Imbarcatosi il 26 marzo 1807 a Livorno, arrivò a Sidone dopo 25 giorni di viaggio, da dove poi partì per Damasco insieme ad altri due missionari. Vi giunse in data 14 aprile.
Padre Tommaso divenne una figura rilevante e benvoluta del luogo perché, in quanto esperto in medicina e farmacologia, vaccinò migliaia di bambini. Sparì il 5 febbraio 1840. Venne avvistato per l'ultima volta nel quartiere ebraico di Damasco.
La comunità cristiana di Damasco si accorse della sua sparizione la mattina del 6 febbraio, quando questi non si presentò alla messa. Si seppe che si era recato la sera precedente nel quartiere ebraico per vaccinare un bambino, che però non si rivelò nelle condizioni adatte per procedere all'inoculazione. Lasciata la casa del malato si era recato presso l'abitazione dell'amico David Harari, un ebreo convertito.
Gli accusatori della comunità ebraica affermarono che nei giorni prima della Pasqua alcuni ebrei avrebbero escogitato un piano per far fuori un personaggio tanto scomodo come padre Tommaso ed utilizzarne il sangue per gli azzimi. L'uso del sangue e del sacrificio di cristiani per la realizzazione di rituali religiosi era un'accusa tipica fatta dai cristiani agli ebrei, anche se solitamente si affermava venisse usato il sangue di giovinetti; questo pregiudizio era pressoché assente tra i musulmani, dato che già dal 1530 Solimano II aveva vietato di accusare gli ebrei di questo infamante crimine.
Nella casa dell'amico Harari sarebbe stato aggredito da sette individui, imbavagliato e poi decapitato. Il suo sangue sarebbe stato raccolto in un contenitore di rame per essere destinato ad un uso rituale. Padre Tommaso inoltre sarebbe stato spogliato, fatto a pezzi e gettato in uno scolo fognario. Successivamente il collaboratore del religioso, Ibrahim Amarath che era un cristiano ortodosso, si sarebbe messo sulle sue tracce ma, attirato in casa di uno degli assassini, avrebbe subito la stessa sorte.
Parte dei loro resti sarebbe stata recuperata il 28 febbraio. Il console austriaco di Damasco, Giovanni Merlato, presente al recupero, affermò che i resti recuperati non fossero del frate, dubbi avanzati anche dai medici presenti. Le spoglie furono seppellite in una tomba di marmo nella chiesa dei Cappuccini. Si disse inoltre che la possibile causa scatenante dell'omicidio fosse che egli aveva affisso pochi giorni prima un avviso al di fuori della sinagoga, che parlava di una vendita di beneficenza. 
Le autorità turche, dando ascolto alle accuse dei cristiani, arrestarono sedici ebrei per i due omicidi, i cui nomi vennero indicati dal barbiere ebreo Solimano, che indicò anche dove recuperare i resti delle vittime. É da evidenziare che Solimano venne torturato sia prima che durante l'interrogatorio con almeno 350 staffilate sui piedi e gli fu messa anche una corda al collo. Inoltre i testimoni a favore degli accusati vennero intimiditi e percossi.
Dei sedici arrestati, due morirono in carcere per i maltrattamenti, quattro graziati perché si dichiararono musulmani ed i restanti condannati a morte.
Le autorità straniere presenti a Damasco si mostrarono sdegnate per l'esito del processo ma fu grazie alla richiesta del console francese, l'antisemita Ratti-Menton, di inviare gli atti del procedimento al governatore di Siria Ibrāhīm Pascià, che le condanne vennero temporaneamente bloccate. 
Le proteste europee per lo svolgimento e l'esito del processo continuarono anche nei mesi a seguire, tanto che Lord Palmerston affermò che tali atrocità erano inaudite nel XIX secolo ed incredibili in uno Stato (l'Impero ottomano) che intratteneva rapporti con i paesi occidentali.  Due delegati della comunità ebraica europea, Adolphe Crémieux e Moses Montefiore, si recarono presso il chedivè d'Egitto Mehmet Ali per convincerlo a riaprire il processo. Il chedivè inizialmente concesse la grazia ai condannati e poi a seguito delle rimostranze dei delegati dell'Alleanza, senza però riaprire il processo, li assolse da ogni accusa.
I veri assassini di padre Tommaso e del suo assistente, se di assassinio si trattò realmente, rimasero sconosciuti.